# Christophe Arend
Pour les articles homonymes, voir Arend.
Christophe Arend, né le 12 août 1975 à Forbach (Moselle), est un homme politique français.
Membre de La République en marche puis de Territoires de progrès, il est élu député dans la sixième circonscription de la Moselle lors des élections législatives de 2017.

## Biographie
Né le 12 août 1975 à Forbach, il exerçait la profession de chirurgien-dentiste dans cette même ville.

### Parcours politique
Il débute en politique en 2014 en tant que conseiller municipal à Petite-Rosselle.
Lors des élections législatives de 2017, il l'emporte dans la sixième circonscription de la Moselle face à Florian Philippot, alors vice-président du Front national.
Christophe Arend adhère en octobre 2020 à Territoires de progrès, parti représentatif de l'aile gauche de la majorité présidentielle.
Dans le cadre de son engagement à l'Assemblée parlementaire franco-allemande, il œuvre à de nombreuses reprises avec cette assemblée et le Comité de coopération transfrontalière, afin de renforcer la coopération franco-allemande dans le cadre de la crise de la  COVID-19, interpellé par les citoyens de sa circonscription au sujet de la Double imposition.[réf. nécessaire]
Au début de la mandature, il emploie comme collaboratrice la fille de Nicole Gries-Trisse, également députée LREM,.

### Accusations de harcèlement et d'agression sexuelle
Le 20 octobre 2017, dans le cadre des révélations qui suivent l'affaire Harvey Weinstein, son ancienne assistante parlementaire porte plainte contre lui pour harcèlement et agression sexuelle. En réponse, Christophe Arend porte plainte pour dénonciation calomnieuse. Un ancien adhérent du comité En marche de Moselle confirme lui aussi les accusations portées contre Christophe Arend.
Cependant, dès le 29 novembre 2017, l'enquête préliminaire s'oriente vers un classement sans suite. Le procureur de la République de Sarreguemines, chargé du dossier, déclare que : « L'enquête approfondie, a permis de mettre en lumière de nombreuses incohérences et contradictions dans les déclarations de la plaignante. Il ressort (...) que la plaignante a envoyé de nombreux messages à connotation sexuelle à M. Arend. Certains messages envoyés par la plaignante au député s'interprètent plutôt comme des avances faites par la plaignante au député, et pas l'inverse. » Dans un communiqué, les avocats de la plaignante soulignent « l'inhabituelle précipitation du parquet à abandonner les poursuites » et dénoncent les « retentissantes déclarations partiales et partielles faite à la presse » de la part du procureur à l'encontre de leur cliente.
Par conséquent, le 4 octobre 2018, l'ancienne assistante parlementaire dépose une nouvelle plainte avec constitution de partie civile afin qu'un juge d'instruction soit nommé.
Le 25 février 2022, Christophe Arend bénéficie d'une ordonnance de non-lieu pour insuffisances de preuves. Le 5 mai 2023, son ancienne attachée parlementaire est reconnue coupable de dénonciations calomnieuses par le tribunal judiciaire de Sarreguemines et condamnée à lui verser la somme de 4 500 euros pour le préjudice subi. Elle a fait appel du jugement.

## Mandats locaux en cours
- Conseiller municipal de Petite-Rosselle, Moselle.